# Calycoseris
Calycoseris es un género botánico con dos especies de plantas herbáceas perteneciente a la familia Asteraceae. Es originaria de los desiertos de Norteamérica, desde el sur de EUA al norte de México. Comprende 121 especies descritas y de estas, solo 11 aceptadas.

## Descripción
Es una planta anual que alcanza los 30.5 cm de altura. Tallos 1-3, erectos o ascendentes, ramificados desde las bases. Las hojas basales y caulinares, alternas, sésiles; hojas basales lobuladas pinnadas (lóbulos estrechos, lineales, a menudo delicadas, con los márgenes lisos todo). Pedúnculos (1.3 cm) no está inflado. Involucro campanulado, de 5-12 mm de diámetro +. La corola blanca o amarilla (llamativas). El fruto es una cipsela fusiforme marrón, con pico y 5 costillas separadas por surcos longitudinales. Tiene un número de cromosomas de: x = 7.

## Taxonomía
El género fue descrito por Asa Gray y publicado en Smithsonian Contributions to Knowledge 5(6): 104, pl. 14. 1853.	La especie tipo es Calycoseris wrightii

## Especies
- Calycoseris parryi
- Calycoseris wrightii